# Odontopyge heteromodesta
Odontopyge heteromodesta är en mångfotingart som beskrevs av Kraus 1960. Odontopyge heteromodesta ingår i släktet Odontopyge och familjen Odontopygidae. Inga underarter finns listade i Catalogue of Life.